# Скрабов, Владимир Васильевич
Владимир Васильевич Скрабов (31 мая 1975, Ярославль, СССР — 16 августа 2021, Ярославль, Россия) — российский шашист, специализировавшийся  в шашках на 64-клеточной доске (русские шашки и бразильские шашки). Чемпион мира 1997 и 2007 года по версии МАРШ, бронзовый призёр командного чемпионата мира по шашкам-64 (2017 год, версия IDF), бронзовый призёр командного чемпионата мира по шашкам-64 (2018, версия FMJD), чемпион Европы 2007 года (молниеносная программа), чемпион Европы в командном зачёте в 2009 году - по версии ФМЖД. Обладатель Кубка мира 2017, 2015 и 2013 годов, серебряный призёр Кубка мира 2016, 2019 года, бронзовый призёр Кубка мира 2014 года (версии IDF/FMJD).
Обладатель Кубка СССР (1991 год) в составе сборной команды РСФСР. Победитель первенства СССР (1991 год). Многократный чемпион России. Гроссмейстер России по шашкам. Международный гроссмейстер FMJD, IDF и МАРШ. Судья Всероссийской категории по шашкам. Тренер-преподаватель по шашкам высшей категории.
Постоянно проживал в городе Ярославле. Безвременно умер 16 августа 2021 года в возрасте 46 лет ввиду осложнений на лёгкие после перенесённого заболевания новой коронавирусной инфекцией (COVID-19). Похоронен на Леонтьевском кладбище в Ярославле.
C 2022 года в Ярославле проходят Всероссийские соревнования по русским шашкам памяти Владимира Скрабова. Состязания проводятся как среди мужчин и женщин, так и среди юношей и девушек в нескольких возрастных категориях. Почтить память Владимира Васильевича и принять участие в мемориальных соревнованиях приезжают свыше 130 спортсменов из более чем 20 регионов России, включая целый ряд известных гроссмейстеров,.

## Общественная деятельность
Вице-президент Общероссийской общественной организации «Федерация шашек России».
Член Президиума Общероссийской общественной физкультурно-спортивной организации «Федерация спорта слепых». Старший тренер сборной команды РФ по спорту слепых (дисциплина «шашки»).
Президент Общественной организации "Региональная спортивная Федерации шашек Ярославской области".
Исполнительный директор и главный тренер Ярославского регионального отделения Общероссийской общественной физкультурно-спортивная организация «Федерация спорта слепых».
Председатель Ярославского регионального отделения общероссийской общественной организации инвалидов «Общероссийская спортивная федерация спорта глухих».
Член Общественного совета при департаменте по физической культуре, спорту и молодёжной политике Ярославской области.
Первый тренер — Владимир Васильевич Варов.

## Тренерская деятельность
С 1995 года, в качестве тренера подготовил спортсменов высокого класса:
Олег Поликарпов (1983 г.р.) — мастер спорта России, победитель первенства мира среди юниоров, трёхкратный чемпион России
Михаил Малинин (1985 г.р.) — мастер спорта России, победитель первенства мира среди юношей, многократный призёр первенства России
Дмитрий Мокров (1992 г.р.) — мастер спорта России, победитель первенства Европы среди юношей, многократный призёр первенства России
Иван Дьяченко (2004 г.р.) — кандидат в мастера спорта России, победитель первенства Европы среди юношей, многократный призёр первенства России
Кирилл Коробочкин (2005 г.р.) — мастер спорта России, многократный призёр первенств Европы и России среди юношей
Дмитрий Андреев (1973 г.р.) — мастер спорта России, многократный чемпион и призёр чемпионатов мира, Европы и России (спорт слепых, дисциплина шашки)
Иван Смурков (2001 г.р.) — кандидат в мастера спорта России, серебряный призёр первенства мира и Европы среди юношей, многократный призёр первенства России (спорт слепых, дисциплина шашки)
Сергей Каторгин (1958 г.р.) — кандидат в мастера спорта России, чемпион Европы, призёр чемпионата мира (спорт глухих, дисциплина шашки)